# Baauer
Harry Rodrigues, mais conhecido como Baauer, é um DJ e produtor de música eletrônica dos Estados Unidos. É o criador da música Harlem Shake, que atingiu sucesso no mundo inteiro. Baauer provém de uma família de classe média, tendo sido o primeiro a se interessar por música em sua família. Atualmente, é um produtor de muito sucesso.

## Discografia

### Álbuns de estúdio
| Título       | Detalhe do álbum                                                                        |
| ------------ | --------------------------------------------------------------------------------------- |
| Aa           | - Lançamento: 18 de março de 2016 - Gravadora: LuckyMe - Formatos: CD, digital download |
| Planet's Mad | - Lançamento: 19 de junho de 2020 - Gravadora: LuckyMe - Formatos: CD, digital download |

### Extended plays
| Título | Detalhe do álbum                                                                      |
| ------ | ------------------------------------------------------------------------------------- |
| ß      | - Lançamento: 27 de outubro de 2014 - Gravadora: LuckyMe - Formatos: Digital download |

## Singles

### Como artista principal
| Título                                                                                        | Ano  | Posições em paradas músicais | Posições em paradas músicais | Posições em paradas músicais | Posições em paradas músicais | Posições em paradas músicais | Posições em paradas músicais | Posições em paradas músicais | Posições em paradas músicais | Posições em paradas músicais | Posições em paradas músicais | Certificações                                                                  | Álbum             |
| Título                                                                                        | Ano  | EUA                          | AUS                          | AUT                          | BEL                          | FRA                          | ALE                          | HOL                          | SUE                          | SUI                          | UK                           | Certificações                                                                  | Álbum             |
| --------------------------------------------------------------------------------------------- | ---- | ---------------------------- | ---------------------------- | ---------------------------- | ---------------------------- | ---------------------------- | ---------------------------- | ---------------------------- | ---------------------------- | ---------------------------- | ---------------------------- | ------------------------------------------------------------------------------ | ----------------- |
| "Harlem Shake"                                                                                | 2012 | 1                            | 1                            | 9                            | 2                            | 4                            | 10                           | 4                            | 17                           | 5                            | 3                            | - RIAA: 2× Platina - ARIA: 2× Platina - BEA: Ouro - BPI: Prata - RMNZ: Platina | Non-album singles |
| "Higher" (with Just Blaze featuring Jay Z)                                                    | 2013 | —                            | —                            | —                            | —                            | —                            | —                            | —                            | —                            | —                            | 82                           |                                                                                | Non-album singles |
| "One Touch" (featuring AlunaGeorge and Rae Sremmurd)                                          | 2014 | —                            | —                            | —                            | 79                           | —                            | —                            | —                            | —                            | —                            | —                            |                                                                                | ß                 |
| "—" indica que a gravação não foi incluída nas paradas ou não foi distribuída naquela região. |      |                              |                              |                              |                              |                              |                              |                              |                              |                              |                              |                                                                                |                   |